# Стенли куп финале 2016.
Стенли куп финале 2016. је била последња серија плејофа у Националној хокејашкој лиги (НХЛ) за сезону 2015/16 у којој су шампиони Источне конференције Питсбург пенгвинси савладали екипу Сан Хозе шаркса, шампионе Запада, резултатом 4-2 и стигли до своје четврте титуле у 123. издању Стенли куп плејофа.
Стенлијев трофеј је капитену пингвина Сиднију Крозбију предао комесар НХЛ лиге Гери Бетмен.
Пингвини су у овој серији имали предност домаћег терена пошто су били боље пласирани тим регуларног дела сезоне. Прва утакмица серије одиграна је 30. маја а последња 12. јуна 2016. године.
Након плејофа одиграног 2007. године поново је један клуб забележио своје прво учешће у финалу купа.

## Финалисти

### Питсбург пенгвинси (Исток)
Пенгвинсима је ово било пето учешће у Стенли куп финалима, прво након освајања купа 2009. године а 25 година након првог освојеног трофеја 1991. године. Од 2009. пингвини су изгубили конференцијско финале 2013. са 4-0 од Бостона а 2014. (прва рунда) и 2015. (друга рунда) су били елиминисани од Њујорк ренџерса.
Пингвини су највеће трговине играчима обавили пред почетак сезоне. Напад су појачали Фил Кесел који је стигао из Торонта, и Ник Бонино из Ванкувер канакса.
Олију Мати и Брајану Расту продужени су уговори. Управа је довела Мета Калена и Ерика Фера као слободне играче. У првом делу сезне отпуштен је главни тренер Мајк Џонстон (15-10-3) а на његово место 12. децембра 2015. године доведен Мајк Саливан, тренер Вилкс-Бери/Скрантон пенгвинса, клупске филијале у АХЛ-у (Саливан је до краја сезоне забележио 33-16-5). Пре завршетка прелазног рока пристигла су још двојица одбрамбених играча, Тревор Дели из Чикага и Џастин Шулц из Едмонтона, као и шведски нападач Карл Хагелин из Анахајма. Након што је 2. априла први голман екипе Марк-Андре Флери доживео други потрес мозга у сезони, последње недеље регуларне сезоне и током читавог плејофа мењао га је руки Мет Мареј.
Пингвини су сакупили 104 бода (48-26-8) током регуларне сезоне и заузели друго место у Метрополитен дивизији. Капитен тима, центар Сидни Крозби, предводио је екипу по поенима (85) што је трећи сезонски резултат лиге.
У плејофу, пенгвинси су елиминисали Њујорк ренџерсе са 4-1 у првој рунди (били су елиминисани од ренџерса 2014. и 2015. године). У другој рунди елиминисали су првог носиоца лиге, екипу Вашингтон капиталса са 4-2. Велсов трофеј и пут у велико финале изборили су у финалу Источне конференције након победе над Тампа Беј лајтнингсима у седам утакмица.

### Сан Хозе шаркси (Запад)
Ово је било прво учешће Сан Хозе шаркса у Стенли куп финалу у својој 25. години постојања.
Пред почетак сезоне шаркси су ангажовали бившег главног тренера Њу Џерзи девилса Питера ДеБера као замену за Тода МекЛелана са којим су ајкуле за седам сезона шест пута играле у плејофу од тога два пута у финалима Западне конференције. МекЛелан је након споразумног раскида сарадње прешао на чело ривала из дивизије Едмонтон ојлерса. Сан Хозе је купио и Мартина Џонса, бившег резервног голмана Лос Анђелес кингса. Такође су довели и Пола Мартина, Џоела Варда и Данијуса Зубруса који су потписали као слободни играчи. Пред крај прелазног рока у редове клуба из Калифорније стигли су и Ник Спелинг, Роман Полак и Џејмс Рејмер, сви из Торонто мејпл лифса, да додатно појачају екипу у финишу сезоне.
Сан Хозе је сакупио 98 бодова (46 победа, 30 пораза + 6 OT пораза) и завршио сезону на трећем месту Пацифик дивизије. Џо Торнтон је предводио екипу са 82 поена што је четврти најбољи резултат у лиги, а пратили су га кепитен тима Џо Павелски са 78 бодова и играч одбране Брент Бeрнс са 75 бодова.
У плејофу, ајкуле су се у првом колу победом од 4-1 осветиле за претходни пораз Лос Анђелесу из 2014. године када су испустили предност у серији од 3-0. У другом колу савладали су Нешвил предаторсе са 4-3 а оба тима забележила су све победе код куће. У финалу Западне конференције били су бољи од Сент Луиса резултатом 4-2.

## Финална серија

### Питсбург - Сан Хозе 3—2
Прва утакмица серије одиграна је 30. маја 2016. године у Конзол Енерџи центру у Питсбургу (Пенсилванија).
| Период | Време | Питсбург пенгвинси                               | 3-2        | Сан Хозе шаркси                                       |
| ------ | ----- | ------------------------------------------------ | ---------- | ----------------------------------------------------- |
| 1.     | 08:54 |                                                  |            | Даинијус Зубрус                                       |
| 1.     | 12:46 | Брајан Руст (6) Џастин Шулц (3), Крис Куниц (7)  | 1-0        |                                                       |
| 1.     | 13:48 | Конор Шири (3) Сидни Крозби (10), Оли Мата (5)   | 2-0        |                                                       |
| 2.     | 21:14 | Ијан Кол                                         |            |                                                       |
| 2.     | 23:02 |                                                  | 2-1        | Томаш Хертл (6) - PPЈонас Донскои (5), Брент Бeрнс (15) |
| 2.     | 38:12 |                                                  | 2-2        | Патрик Марло (5) Брент Бeрнс (16), Логан Кутур (17)   |
| 2.     | 38:52 | Јевгениј Малкин                                  |            | Џо Павелски                                           |
| 2.     | 38:52 | Јевгениј Малкин                                  | Џо Торнтон |                                                       |
| 3.     | 44:47 |                                                  |            | Патрик Марло                                          |
| 3.     | 57:27 | Ник Бонино (4) Крис Летанг (9), Карл Хагелин (8) | 3-2        |                                                       |
| 3.     | 57:51 | Бен Лавџој                                       |            |                                                       |

Питсбург пенгвинси добили су пред домаћом публиком прву утакмицу серије против Сан Хозе шаркса резултатом 3-2 и повели у финалу купа.
Рукији Брајан Раст и Конор Шири довели су домаћина у вођство од 2-0 половином прве деонице. У другом периоду, чешки репрезентативац Томаш Хертл преполовио је предност Питсбурга након 3:02 у ситуацији са играчем више. За неизвесну завршницу побринуо се Патрик Марло, лево крило ајкула, голом на 1:48 пре одласка на одмор па се у последњих 20 минута ушло са резултатом 2-2 на семафору. Ипак, потпуни преокрет Сан Хозеа спречио је Ник Бонино својим четвртим голом у плејофу на 2:33 пре краја сусрета што се испоставило недостижно за госте из Калифорније.
Голман Питсбурга Мет Мареј имао је 24 успешне одбране док је на другој страни чувар ајкула Мартин Џонс 38 пута заустављао ударце ривала.
| Тимска статистика | Тимска статистика | Тимска статистика | Тимска статистика | Тимска статистика | Тимска статистика | Тимска статистика | Тимска статистика | Тимска статистика |
| Клуб              | SOG               | SOG               | FO%               | PP                | PIM               | HITS              | BLKS              | GVA               |
| ----------------- | ----------------- | ----------------- | ----------------- | ----------------- | ----------------- | ----------------- | ----------------- | ----------------- |
| Питсбург          | 41                | 15 / 8 / 18       | 53%               | 0/3               | 6 минута          | 36                | 21                | 10                |
| Сан Хозе          | 26                | 4 / 13 / 9        | 47%               | 1/2               | 8 минута          | 36                | 15                | 8                 |

### Питсбург - Сан Хозе 2—1 ()
Друга утакмица серије одиграна је 1. јуна 2016. године у Конзол Енерџи центру у Питсбургу (Пенсилванија).
| Период | Време | Питсбург пенгвинси                                 | 2-1 () | Сан Хозе шаркси                                  |
| ------ | ----- | -------------------------------------------------- | ------ | ------------------------------------------------ |
| 1.     | 12:09 |                                                    |        | Пол Мартин                                       |
| 2.     | 28:20 | Фил Кесел (10) Ник Бонино (13), Карл Хагелин (9)   | 1-0    |                                                  |
| 2.     | 28:50 |                                                    |        | Пол Мартин                                       |
| 2.     | 38:49 | Ијан Кол                                           |        |                                                  |
| 3.     | 55:55 |                                                    | 1-1    | Џастин Браун (1) Логан Кутур (18), Џоел Вард (6) |
|        | 62:35 | Конор Шири (4) Крис Летанг (10), Сидни Крозби (11) | 2-1    |                                                  |

Након друге утакмице финалне серије и победе у продужетку од 2-1 Питсбург пенгвинси повели су против Сан Хозе шаркса са 2-0.
Први гол на утакмици виђен је тек половином друге деонице када је Фил Кесел довео домаће у вођство од 1-0. Ајкуле с успеле да стигну до изједначења преко Џастина Брауна 4:05 пре краја регуларног дела па је утакмица ушла у продужетак. На 2:35 додатног времена ударац Конора Ширија проналази пут ка мрежи ајкула поред немоћног Џонса.
Мет Мареј зауставио је 21 шут шаркса док је Мартин Џонс уписао 28 одбрана на другој страни.
| Тимска статистика | Тимска статистика | Тимска статистика | Тимска статистика | Тимска статистика | Тимска статистика | Тимска статистика | Тимска статистика | Тимска статистика |
| Клуб              | SOG               | SOG               | FO%               | PP                | PIM               | HITS              | BLKS              | GVA               |
| ----------------- | ----------------- | ----------------- | ----------------- | ----------------- | ----------------- | ----------------- | ----------------- | ----------------- |
| Питсбург          | 30                | 11 / 12 / 6 / 1   | 55%               | 0/2               | 2 минута          | 36                | 14                | 8                 |
| Сан Хозе          | 22                | 6 / 5 / 9 / 2     | 45%               | 0/1               | 4 минута          | 43                | 17                | 4                 |

### Сан Хозе - Питсбург 3—2 ()
Трећа утакмица серије одиграна је 4. јуна 2016. године у  центру у Сан Хозеу (Калифорнија).
| Период | Време | Сан Хозе шаркси                                           | 3-2 () | Питсбург пенгвинси                                |
| ------ | ----- | --------------------------------------------------------- | ------ | ------------------------------------------------- |
| 1.     | 02:58 | Џоел Вард                                                 |        |                                                   |
| 1.     | 05:29 |                                                           | 0-1    | Бен Лавџој (2) Без асистенције                    |
| 1.     | 09:34 | Џастин Браун (2) Џо Торнтон (16), Марк Едуард Влашић (11) | 1-1    |                                                   |
| 2.     | 30:39 |                                                           |        | Карл Хагелин                                      |
| 2.     | 39:07 |                                                           | 1-2    | Патрик Хорнквист (8) Бен Лавџој (4), Оли Мата (6) |
| 3.     | 44:48 |                                                           |        | Ник Бонино                                        |
| 3.     | 48:48 | Џоел Вард (7) Јонас Донскои (6), Џо Торнтон (17)          | 2-2    |                                                   |
|        | 72:18 | Јонас Донскои (6) Крис Тирни (3)                          | 3-2    |                                                   |

Шаркси су у трећој утакмици успели да смање заостатак у серији за Питсбургом, победом у продужетку од 3-2. Ово је уједно била и прва победа ајкула у историји Стенли куп финала.
Серију погодака на утакмици отворио је Бен Лавџој у 5:29 првог периода пошто се његов ударац одбио од дефанзивца Сан Хозеа Романа Полака и преварио домаћег голмана Мартина Џонса. Шаркси су изједначили четири минута касније након што је сјајан пас Торнтона искористио Џастин Браун, коме је ово био тек други погодак у плејофу (први је постигао на претходној утакмици у Питсбургу). Ново вођство пингвинима је донео Патрик Хорнквист који је преусмерио шут Лавџоја па су гости у последњу деоницу ушли са 2-1. Почетком трећег периода Ник Бонино је палицом ударио нападача ајкула Џоа Торнтона због чега је зарадио 4 минута искључења. У последњој секунди Бонинове казне Џоел Вард је упутио шут ка голу а пак је пронашао пут иза леђа Мета Мареја за ново изједначење. У продужетку, на асистенцију Криса Тирнија, фински нападач Јонас Донскои погађа за прву победу Сан Хозе шаркса у историји Стенли куп финала.
Џонс је зауставио 40 шутева Питсбурга док је Мареј 23 пута излазио као победник у дуелима са шарксима.
| Тимска статистика | Тимска статистика | Тимска статистика | Тимска статистика | Тимска статистика | Тимска статистика | Тимска статистика | Тимска статистика | Тимска статистика |
| Клуб              | SOG               | SOG               | FO%               | PP                | PIM               | HITS              | BLKS              | GVA               |
| ----------------- | ----------------- | ----------------- | ----------------- | ----------------- | ----------------- | ----------------- | ----------------- | ----------------- |
| Сан Хозе          | 26                | 6 / 9 / 7 / 4     | 52%               | 0/3               | 2 минута          | 47                | 22                | 25                |
| Питсбург          | 42                | 14 / 6 / 13 / 9   | 48%               | 0/1               | 6 минута          | 17                | 38                | 16                |

### Сан Хозе - Питсбург 1—3
Четврта утакмица серије одиграна је 6. јуна 2016. године у  центру у Сан Хозеу (Калифорнија).
| Период | Време | Сан Хозе шаркси                                      | 1-3 | Питсбург пенгвинси                                     |
| ------ | ----- | ---------------------------------------------------- | --- | ------------------------------------------------------ |
| 1.     | 07:36 |                                                      | 0-1 | Ијан Кол (1) Фил Кесел (10), Јевгениј Малкин (12)      |
| 1.     | 11:37 | Марк Едуард Влашић                                   |     |                                                        |
| 1.     | 14:45 |                                                      |     | Бен Лавџој                                             |
| 2.     | 22:28 | Мелкер Карлсон                                       |     |                                                        |
| 2.     | 22:37 |                                                      | 0-2 | Јевгениј Малкин (5) - PPФил Кесел (11), Крис Летанг (11) |
| 2.     | 37:33 |                                                      |     | Брајан Раст                                            |
| 3.     | 48:07 | Мелкер Карлсон (4) Крис Тирни (4), Бренден Дилон (1) | 1-2 |                                                        |
| 3.     | 57:58 |                                                      | 1-3 | Ерик Фер (3) Карл Хагелин (10), Оли Мата (7)           |

Након четврте утакмице Питсбург је против Сан Хозеа повео са 3-1 у серији и дошао на победу до титуле, након тријумфа у гостима од 3-1.
Пингвини су и седму утакмицу за редом први постигли погодак. На 7:36 у првој трећини, након паса Јевгенија Малкина, Фил Кесел се сјурио у зону ајкула и шутирао а пак се одбио од голмана Мартина Џонса до Ијана Кола који је постигао свој први гол у плејофу за вођство Питсбурга од 1-0. У другом периоду, после искључења Мелкера Карлсона из Сан Хозеа, Малкин се снашао у ситуацији са играчем више и преусмерио шут Кесела за 2-0. Средином последњег периода Карлсон је смањио резултатски заостатак шаркса, голом на 8:07, и задржао нада домаћина у преокрет, али је крило гостију Ерик Фер на 2:02 пре краја утакмице ставио тачку на овај сусрет поготком за коначних 3-1 у корист пенгвинса.
Мартин Џонс је зауставио 17 шутева Питсбурга док је Мет Мареј на другој страни 23 пута излазио као победник.
| Тимска статистика | Тимска статистика | Тимска статистика | Тимска статистика | Тимска статистика | Тимска статистика | Тимска статистика | Тимска статистика | Тимска статистика |
| Клуб              | SOG               | SOG               | FO%               | PP                | PIM               | HITS              | BLKS              | GVA               |
| ----------------- | ----------------- | ----------------- | ----------------- | ----------------- | ----------------- | ----------------- | ----------------- | ----------------- |
| Сан Хозе          | 24                | 8 / 4 / 12        | 55%               | 0/2               | 4 минута          | 46                | 20                | 20                |
| Питсбург          | 20                | 6 / 7 / 7         | 45%               | 1/2               | 4 минута          | 31                | 20                | 9                 |

### Питсбург - Сан Хозе 2—4
Пета утакмица серије одиграна је 9. јуна 2016. године у Конзол Енерџи центру у Питсбургу (Пенсилванија).
| Период | Време | Питсбург пенгвинси                                     | 2-4 | Сан Хозе шаркси                                        |
| ------ | ----- | ------------------------------------------------------ | --- | ------------------------------------------------------ |
| 1.     | 01:04 |                                                        | 0-1 | Брент Бeрнс (7) Мелкер Карлсон (2), Логан Кутур (19)   |
| 1.     | 02:53 |                                                        | 0-2 | Логан Кутур (9) Џастин Браун (5)                       |
| 1.     | 04:21 |                                                        |     | Даинијус Зубрус                                        |
| 1.     | 04:44 | Јевгениј Малкин (6) - PPФил Кесел (12), Крис Летанг (12) | 1-2 |                                                        |
| 1.     | 05:06 | Карл Хагелин (6) Ник Бонино (14)                       | 2-2 |                                                        |
| 1.     | 08:18 |                                                        |     | Брент Бeрнс                                            |
| 1.     | 14:47 |                                                        | 2-3 | Мелкер Карлсон (5) Логан Кутур (20), Бренден Дилон (2) |
| 2.     | 25:58 | [а]Фил Кесел                                           |     |                                                        |
| 2.     | 30:30 |                                                        |     | Мелкер Карлсон                                         |
| 3.     | 54:04 | Карл Хагелин                                           |     |                                                        |
| 3.     | 58:40 |                                                        | 2-4 | Џо Павелски (14) - ENЏо Торнтон (18)                     |
| 3.     | 59:56 | Сидни Крозби                                           |     | Мелкер Карлсон                                         |

^ a - Кесел је служио казну због вишка играча на терену у екипи Питсбурга.
Ајкуле су победом над пингвинима од 4-2 у гостима смањиле заостатак у серији на 2-3.
У петој утакмици виђено је чак четири гола у првих 5:06. Одбрамбени играч шаркса Брент Бeрнс отворио је серију голова након 1:04 у првом периоду после асистенције Мелкера Карлсона. Већ након 2:53 Сан Хозе је повисио на 2-0 преко Логана Кутура који је сјајно реаговао на одбијени пак после шута Џастина Брауна. Око минут ипо касније нападач ајкула Даинијус Зубрус искључен је на два минута због задржавања игре пошто је испуцао пак преко заштитног стакла на трибине. Казна је уследила 23 секунде касније преко Јевгенија Малкина да би након нове 22 секунде Питсбург стигао и до изједначења. Ник Бонино је искористио погрешно додавање Брендена Дилона и проследио пак до Карла Хагелина коме није било тешко да врати резултат у егал. После 5:06 на семафору је стајало 2-2. Око пет минута пре краја првог периода Мелкер Карлсон је поново довео шарксе у вођство што је био и коначан резултат те деонице. У преостале две трећине Сан Хозе се одлучио за дефанзивну игру што најбоље рефлектује однос шутева на гол у корист пенгвинса 31/15. У последња два минута голман домаћих Мет Мареј напустио је игру да би направио вишак у нападу а пингвини покушали да дођу до изједначења и изборе продужетак. У једној акцији Питсбурга са шест играча у пољу нападач шаркса Џо Торнтон успео је да пресече пас и асистира капитену Павелском који је поготком на празан гол 1:10 пре краја решио питање победника овог дуела, 4-2.
Голман шаркса Мартин Џонс зауставио је 44 шутева играча Питсбурга а Мет Мареј је имао 19 одбрана.
| Тимска статистика | Тимска статистика | Тимска статистика | Тимска статистика | Тимска статистика | Тимска статистика | Тимска статистика | Тимска статистика | Тимска статистика |
| Клуб              | SOG               | SOG               | FO%               | PP                | PIM               | HITS              | BLKS              | GVA               |
| ----------------- | ----------------- | ----------------- | ----------------- | ----------------- | ----------------- | ----------------- | ----------------- | ----------------- |
| Питсбург          | 46                | 15 / 17 / 14      | 49%               | 1/3               | 6 минута          | 32                | 10                | 10                |
| Сан Хозе          | 22                | 7 / 8 / 7         | 51%               | 0/2               | 8 минута          | 30                | 17                | 2                 |

### Сан Хозе - Питсбург 1—3
Шеста утакмица серије одиграна је 12. јуна 2016. године у  центру у Сан Хозеу (Калифорнија).
| Период | Време | Сан Хозе шаркси                                       | 1-3 | Питсбург пенгвинси                                   |
| ------ | ----- | ----------------------------------------------------- | --- | ---------------------------------------------------- |
| 1.     | 07:50 | Даинијус Зубрус                                       |     |                                                      |
| 1.     | 08:16 |                                                       | 0-1 | Брајан Думолин (2) - PPЏастин Шулц (4), Крис Куниц (8) |
| 2.     | 26:27 | Логан Кутур (10) Мелкер Карлсон (3), Брент Бeрнс (17) | 1-1 |                                                      |
| 2.     | 27:46 |                                                       | 1-2 | Крис Летанг (3) Сидни Крозби (12), Конор Шири (6)    |
| 3.     | 45:26 |                                                       |     | Конор Шири                                           |
| 3.     | 51:02 | Брент Бeрнс                                           |     |                                                      |
| 3.     | 58:50 |                                                       | 1-3 | Патрик Хорнквист (9) - ENСидни Крозби (13)             |
| 3.     | 59:50 |                                                       |     | Ерик Фер                                             |

Победом од 3-1 над Сан Хозе шарксима у шестој утакмици, Питсбург пенгвинси су остварили победу у финалној серији од 4-2 и стигли до своје четврте шампионске титуле у НХЛ-у (сва четири трофеја оствојили су након победе у гостима).
Након искључења Даинијуса Зубруса из Сан Хозеа, Брајан Думолин погодио је у ситуацији са играчем више за вођство пингвина од 1-0, након асистенције Џастина Шулца и Криса Куница. У другој деоници Логан Кутур је својим десетим голом у плејофу донео изједначење екипи Сан Хозеа али је срећа трајала свега 1:19 пошто је Кристофер Летанг поново вратио предност гостима па је на семафору после 27:46 игре писало 2-1 за Питсбург. У последњој трећини Пингвини су играли дефанзивно али су и упркос томе шаркси успели да упуте свега два шута ка Марејевом голу. Пошто је голман ајкула Мартин Џонс напустио игру небрањени гол домаћих искористио је Патрик Хорнквист који је поставио коначних 3-1 за Питсбург након шесте утакмице и коначних 4-2 у серији за четврту титулу екипе из Пенсилваније.
Мартин Џонс из Сан Хозеа је имао 25 одбрана док је Мет Мареј на другој страни 18 пута заустављао шутеве шаркса.
| Тимска статистика | Тимска статистика | Тимска статистика | Тимска статистика | Тимска статистика | Тимска статистика | Тимска статистика | Тимска статистика | Тимска статистика |
| Клуб              | SOG               | SOG               | FO%               | PP                | PIM               | HITS              | BLKS              | GVA               |
| ----------------- | ----------------- | ----------------- | ----------------- | ----------------- | ----------------- | ----------------- | ----------------- | ----------------- |
| Сан Хозе          | 19                | 4 / 13 / 2        | 35%               | 0/2               | 4 минута          | 43                | 28                | 23                |
| Питсбург          | 27                | 9 / 11 / 7        | 65%               | 1/2               | 4 минута          | 26                | 33                | 18                |

### Питсбург пенгвинси - освајачи Стенли купа 2016.
Стенлијев трофеј је капитену пингвина Сиднију Крозбију предао комесар НХЛ лиге Гери Бетмен.
Играчи који су освојили трофеј:
| Одбрамбени | Одбрамбени     |
| ---------- | -------------- |
| 3          | Оли Мата       |
| 4          | Џастин Шулц    |
| 6          | Тревор Дели    |
| 8          | Брајан Думолин |
| 12         | Бен Лавџој     |
| 28         | Ијан Кол       |
| 58         | Крис Летанг    |

| Крила | Крила            |
| ----- | ---------------- |
| 9     | Паскал Дупуа     |
| 14    | Крис Куниц (А)   |
| 17    | Брајан Раст      |
| 34    | Том Кинекл       |
| 43    | Конор Шири       |
| 62    | Карл Хагелин     |
| 72    | Патрик Хорнквист |
| 81    | Фил Кесел        |

| Центри | Центри              |
| ------ | ------------------- |
| 7      | Мет Кален           |
| 11     | Кевин Портер        |
| 13     | Ник Бонино          |
| 16     | Ерик Фер            |
| 71     | Јевгениј Малкин (А) |
| 87     | Сидни Крозби (К)    |

| Голмани | Голмани          |
| ------- | ---------------- |
| 29      | Марк-Андре Флери |
| 30      | Мет Мареј        |
| 37      | Џеф Цаткоф       |

Играчи Сидни Крозби, Марк-Андре Флери, Крис Куниц, Крис Летанг, Јевгениј Малкин и Паскал Дупоа су по други пут угравирани на трофеју.
Тренери, чланови управе клуба и други:
Мајк Саливан (главни тренер) - Марио Лемју, Роналд Баркл, Вилијем Кеслинг, Дејвид Морхаус, Тревис Вилијамс, Џим Рутерфорд, Џејсон Ботерил, Бил Гверин, Џејсон Карманос, Марк Реки, Жак Мартин, Рик Токет, Мајк Бејлс, Енди Сосиер, доктор Дармеш Вјас, Крис Стјуарт, Кертис Бел, Патрик Стидл, Енди О’Брајан, Алекс Тринка, Дана Хајнц, Тед Ричардс, Џон Таглианети, Џим Брит, Ден Мекинон, Ренди Секстон, Дерек Кленси.

## Састави тимова

### Питсбург пенгвинси
| Број | Име играча          | Позиција | Године | Дошао | Место рођења             | Учешћа     |
| ---- | ------------------- | -------- | ------ | ----- | ------------------------ | ---------- |
| 19   | Бау Бенет           | ДК       | 24     | 2010  | Гардина, Калифорнија     |            |
| 13   | Ник Бонино          | Ц        | 28     | 2015  | Хартфорд, Конектикат     |            |
| 28   | Ијан Кол            | О        | 27     | 2015  | Ен Арбор, Мичиген        |            |
| 87   | Сидни Крозби (К)    | Ц        | 28     | 2005  | Кол Харбор, Нова Шкотска | 2008, 2009 |
| 7    | Мет Кален           | Ц        | 39     | 2015  | Вирџинија, Минесота      | 2006       |
| 6    | Тревор Дели         | О        | 32     | 2015  | Торонто, Онтарио         |            |
| 8    | Брајан Думолин      | О        | 24     | 2012  | Бидефорд, Мејн           |            |
| 16   | Ерик Фер            | Ц/ДК     | 30     | 2015  | Винклер, Манитоба        |            |
| 29   | Марк-Андре Флери    | Г        | 31     | 2003  | Сорел-Трејси, Квебек     | 2008, 2009 |
| 62   | Карл Хагелин        | ЛК       | 27     | 2016  | Седертеље                | 2014       |
| 72   | Патрик Хорнквист    | ДК       | 27     | 2014  | Солентуна - Стокхолм     |            |
| 81   | Фил Кесел           | ДК       | 28     | 2015  | Медисон, Висконсин       |            |
| 34   | Том Кинекл          | ЛК       | 24     | 2010  | Ландсхут                 |            |
| 14   | Крис Куниц (А)      | ЛК       | 36     | 2009  | Реџајна, Саскачеван      | 2007, 2009 |
| 58   | Крис Летанг         | О        | 29     | 2005  | Монтреал, Квебек         | 2008, 2009 |
| 12   | Бен Лавџој          | О        | 32     | 2015  | Конкорд, Њу Хемпшир      |            |
| 3    | Оли Мата            | О        | 21     | 2012  | Јивескиле                |            |
| 71   | Јевгениј Малкин (А) | Ц        | 29     | 2004  | Магнитогорск             | 2008, 2009 |
| 30   | Мет Мареј           | Г        | 22     | 2012  | Тандер Беј, Онтарио      |            |
| 51   | Дерик Пулије        | О        | 22     | 2012  | Естеван, Саскачеван      |            |
| 17   | Брајан Раст         | ДК       | 24     | 2010  | Понтијак, Мичиген        |            |
| 4    | Џастин Шулц         | О        | 25     | 2016  | Келоуна, Брит. Колумбија |            |
| 43   | Конор Шири          | ЛК       | 23     | 2015  | Мелроуз, Масачусетс      |            |
| 40   | Оскар Сундквист     | Ц/ДК     | 22     | 2012  | Боден                    |            |
| 37   | Џеф Цаткоф          | Г        | 28     | 2012  | Детроит, Мичиген         |            |

### Сан Хозе шаркси
| Број | Име играча         | Позиција | Године | Дошао | Место рођења                    | Учешћа     |
| ---- | ------------------ | -------- | ------ | ----- | ------------------------------- | ---------- |
| 61   | Џастин Браун       | О        | 29     | 2007  | Сент Пол, Минесота              |            |
| 88   | Брент Бeрнс        | О        | 31     | 2011  | Бари, Онтарио                   |            |
| 39   | Логан Кутур (А)    | Ц        | 27     | 2007  | Гвелф, Онтарио                  |            |
| 4    | Бренден Дилон      | О        | 25     | 2014  | Њу Вестминстер, Брит. Колумбија |            |
| 27   | Јонас Донскои      | ДК       | 24     | 2015  | Рахе                            |            |
| 48   | Томаш Хертл        | ЛК       | 22     | 2012  | Праг                            |            |
| 31   | Мартин Џонс        | Г        | 26     | 2015  | Норт Ванкувер, Брит. Колумбија  | 2014       |
| 68   | Мелкер Карлсон     | Ц/ДК     | 25     | 2014  | Ликселе                         |            |
| 12   | Патрик Марло       | ЛК       | 36     | 1997  | Свифт Карент, Саскачеван        |            |
| 7    | Пол Мартин         | О        | 35     | 2015  | Елк Ривер, Минесота             |            |
| 83   | Мет Нието          | ЛК       | 23     | 2011  | Лонг Бич, Калифорнија           |            |
| 8    | Џо Павелски (К)    | Ц        | 31     | 2003  | Пловер, Висконсин               |            |
| 46   | Роман Полак        | О        | 30     | 2016  | Острава                         |            |
| 34   | Џејмс Рејмер       | Г        | 28     | 2016  | Морвина, Манитоба               |            |
| 16   | Ник Спелинг        | Ц        | 27     | 2016  | Палмерстон, Онтарио             |            |
| 19   | Џо Торнтон (А)     | Ц        | 36     | 2005  | Лондон, Онтарио                 |            |
| 50   | Крис Тирни         | Ц        | 21     | 2012  | Кесвик, Онтарио                 |            |
| 44   | Марк-Едуард Влашић | О        | 29     | 2005  | Монтреал, Квебек                |            |
| 42   | Џоел Вард          | ДК       | 35     | 2015  | Норт Јорк, Онтарио              |            |
| 57   | Томи Вингелс       | Ц/ДК     | 28     | 2008  | Еванстон, Илиноис               |            |
| 9    | Даинијус Зубрус    | Ц/ДК     | 37     | 2015  | Електренај                      | 1997, 2012 |